# Ludwig Duncker (Theologe)
Hans Gottfried Ludwig Duncker (* 17. August 1810 in Hamburg; † 7. November 1875 in Göttingen) war ein deutscher evangelischer Theologe und Hochschullehrer.

## Leben
Duncker erhielt seine frühe Bildung zunächst im Privatinstitut Lütkens, wechselte anschließend auf die Gelehrtenschule des Johanneums und schließlich auf das Akademische Gymnasium. 1829 ging er an die Universität Göttingen, an der er sich dem Studium der Theologie und Philosophie widmete. 1831 setzte er sein Studium an der Universität Berlin fort. 1834 kehrte er nach Hamburg zurück. Dort war er Predigeramtskandidat. Am 19. Oktober 1836 erhielt er in Göttingen das Lizenziat in Theologie. Zu Ostern 1837 habilitierte er sich an der Theologischen Fakultät und lehrte anschließend als Privatdozent der Theologie.
Duncker wurde im Herbst 1843 zum außerordentlichen Professor für Kirchengeschichte an der Göttinger Universität ernannt und 1846 zum Mitglied der Deutschen Morgenländischen Gesellschaft. 1849 folgte die Ernennung zum ordentlichen Mitglied der Historisch-theologischen Gesellschaft Leipzig. Am 17. Mai 1850 wurde ihm die Ehrendoktorwürde (Dr. theol. h.c. ) verliehen und 1854 der Lehrstuhl für Kirchen- und Dogmengeschichte übertragen. 1860 erhielt er zudem den Konsistorialratstitel und schließlich 1864 das Amt des Ephorus.

## Werke (Auswahl)
- Historiae doctrinae de ratione, quae inter peccatum originale et actuale intercedit, pars continens Irenaei, Tertulliani, Augustini de hac doctrina sententias, Göttingen 1836.
- Des heiligen Irenaeus Christologie im Zusammenhange mit seinen theologischen und anthropologischen Grundlehren dargestellt, Göttingen 1843.
- Zur Geschichte der christlichen Logoslehre. Die Logoslehre Justins des Märtyrers, Göttingen 1848.
- zusammen mit Friedrich Wilhelm Schneidewin: S. Hippolyti Episcopi et Martyris Refutationis omnium Haeresium Librorum decem quae supersunt. Recensuerunt, latine verterunt, notas adiecerunt L. Duncker, Theol. Dr., et F. G. Schneidewin, Phil. Dr. Opus Schneidewino defuncto absolvit Ludovicus Duncker, Göttingen 1859. [Lateinische Übersetzung der Philosophumena des Hippolyt von Rom]